# Mexico (Pampanga)
Mexico é um município de  primeira classe de renda municipal (d) na província A Pampanga, nas Filipinas. De acordo com o censo de 1 de maio  de  2020 possui uma população de 173 403 pessoas e 40 498 domicílios.